# Montarnaud
Montarnaud este o comună în departamentul Hérault din sudul Franței. În 2009 avea o populație de 2.509 de locuitori.

## Evoluția populației
| An        | 1975 | 1982  | 1990  | 1999  | 2006  | 2009  |
| --------- | ---- | ----- | ----- | ----- | ----- | ----- |
| Populație | 675  | 1.016 | 1.689 | 2.350 | 2.451 | 2.509 |